# Sieto Robert Knottnerus
Sieto Robert Knottnerus (Oostwold, 5 september 1913 – Stadskanaal, 26 oktober 1984) was een Nederlandse politicus namens de Christelijk-Historische Unie (CHU). Hij was burgemeester van Scheemda, Onstwedde en Stadskanaal, lid van de Provinciale Staten van Groningen en lid van de Eerste Kamer der Staten-Generaal.
Sieto Robert Knottnerus werd geboren in het Groninger dorp Oostwold als zoon van Samuel Otto Knottnerus en Geertjen Mellema. Zijn ouders en grootouders (van beide kanten) behoorden tot invloedrijke landbouwfamilies in de provincie Groningen. Na zijn middelbareschoolopleiding volgde hij de opleiding gemeenteadministratie en studeerde hij rechten tot aan het kandidaats. Tijdens de Tweede Wereldoorlog werd hij geïnterneerd in Utrecht, Amersfoort en Duitsland.
Direct na de bevrijding werd hij burgemeester van Scheemda en in 1952 burgemeester van de toenmalige gemeente Onstwedde. Toen deze gemeente per 1 januari 1969 samenging met een deel van Wildervank, werd hij burgemeester van de nieuw gevormde gemeente Stadskanaal. Deze functie vervulde hij tot 1 september 1976. Tijdens zijn burgemeesterschap van Scheemda, Onstwedde en Stadskanaal was Knottnerus ook lid van de Provinciale Staten van Groningen (1950-1962) en van de Eerste Kamer der Staten-Generaal (1963-1971). Voor zijn partij, de Christelijk-Historische Unie vervulde hij diverse bestuurlijke functies op provinciaal en landelijk niveau.

## Familie
Sieto Robert Knottnerus was gehuwd en had vier zonen. Hij overleed op 71-jarige leeftijd in het najaar van 1984 in Stadskanaal, de gemeente waarvan hij (inclusief Onstwedde) 24 jaar burgemeester was geweest.
Hij was een neef van Jur Mellema, Tweede Kamerlid voor de CHU.

## Onderscheiding
- Officier in de Orde van Oranje-Nassau (29 april 1965)